# Matti Pellonpää
Matti Kalervo Pellonpää, detto Peltsi (Helsinki, 28 marzo 1951 – Vaasa, 13 luglio 1995), è stato un attore finlandese.

## Biografia
Vinse l'European Film Awards per il miglior attore nel 1992 per Vita da bohème.
Morì prematuramente per un attacco cardiaco nel 1995. Nel film Nuvole in viaggio di Aki Kaurismäki, uscito l'anno dopo, fu omaggiato dal regista con una sua fotografia incorniciata alla parete, alle spalle della protagonista. Ciò avvenne anche nel film "L'uomo senza passato" del 2002, con la medesima modalità, in un ritratto su un muro dietro l'attore principale.

## Filmografia parziale
- Ampumarata (1969)
- Kesän maku (1975)
- Antti Puuhaara (1976)
- Il segno della bestia (1981)
- I buoni a nulla (1982)
- Jackpot 2 (1982)
- Delitto e castigo (1983)
- Calamari Union (1985)
- Ylösnousemus (1985)
- Rocky VI (1986)
- Ombre nel paradiso (1986)
- Amleto si mette in affari (1987)
- Ariel (1988)
- Leningrad Cowboys Go America (1989)
- Kumma juttu (1989)
- Taxisti di notte (1991)
- Kadunlakaisijat (1991)
- Vita da bohème (1992)
- Chaplinesque (1993)
- Leningrad Cowboys Meet Moses (1994)
- Iron Horsemen (1994)
- Attenta al foulard, Tatjana (1994)
- Sirpaleita (1996)